# علی آزادمنش
علی آزادمنش (زادهٔ ۲۳ آبان ۱۳۷۳ در فارس) بازیکن فوتبال اهل ایران است که در پست مدافع راست برای باشگاه فوتبال خیبر خرم‌آباد در لیگ برتر خلیج فارس بازی می‌کند.